# Matt Stairs
Matthew Wade Stairs (né le 27 février 1968, à Saint-Jean, Nouveau-Brunswick, Canada) est un joueur canadien de baseball ayant joué dans les Ligues majeures de 1992 à 2011.
Il est surtout utilisé comme frappeur suppléant en raison de son puissant coup de bâton, mais sa position d'origine est celle de voltigeur. Il est avec Larry Walker l'un des deux seuls joueurs canadiens à avoir cogné plus de 250 circuits dans les majeures. Il détient le record de tous les temps avec 23 circuits comme frappeur suppléant.
Vétéran de 19 saisons dans les ligues majeures et joueur le plus âgé de la Ligue nationale en 2011, Stairs a évolué pour 12 équipes en plus d'avoir passé une saison dans une ligue au Japon. Il se retire en 2011 avec 1366 coups sûrs et 265 circuits. Il est un champion de la Série mondiale 2008 avec les Phillies de Philadelphie.

## Carrière

### Expos de Montréal

#### Ligues mineures
Jamais repêché, Stairs est signé comme joueur autonome par les Expos de Montréal, de qui il accepte un contrat le 17 janvier 1989. Il fait ses classes dans les ligues mineures et impressionne notamment dans le niveau AA, où il frappe dans une moyenne au bâton de ,333 avec 13 circuits et 78 points produits en 129 matchs chez les Senators d'Harrisburg de la Ligue Eastern en 1991.

#### Saison 1992
Il obtient une promotion en 1992 et dispute son premier match dans le baseball majeur le 29 mai 1992 avec les Expos de Montréal, qui visent alors les Reds de Cincinnati. Inséré au champ gauche dans la formation de départ des Expos contre ces mêmes Reds le 31 mai au Riverfront Stadium, Stairs réussit son premier coup sûr dans les majeures. Son simple aux dépens du lanceur José Rijo fait marquer deux coéquipiers.
Stairs ne joue que dans 13 matchs des Expos en 1992 et frappe pour une faible moyenne au bâton de ,167 en 30 présences officielles au bâton. Il totalise cinq coups sûrs, dont deux doubles, et cinq points produits.

#### Saison 1993
On le voit dans huit matchs des Expos en 1993. Il frappe cependant trois coups sûrs en huit pour une moyenne de ,375 avec Montréal et deux points produits.

### Chunichi Dragons
Le 8 juin 1993, les Chunichi Dragons de la Ligue Centrale rachètent le contrat de Stairs des Expos de Montréal. Il part donc jouer pour cette équipe du Japon pour le restant de la saison de baseball 1993. À son retour au Canada, il signe en décembre une nouvelle entente avec les Expos mais ceux-ci vendent son contrat aux Red Sox de Boston en février suivant.

### Red Sox de Boston
Assigné aux ligues mineures par les Red Sox pour la saison 1994, Stairs revient dans les majeures en 1995 mais ne dispute que 39 parties pour Boston avant de devenir agent libre après les séries éliminatoires. Il obtient une présence au bâton en Série de championnat 1995 de la Ligue américaine où Boston s'incline devant Cleveland.

### Athletics d'Oakland
Matt Stairs signe avec les Athletics d'Oakland le 1er décembre 1995. Il joue cinq saisons pour ce club et dispute 632 parties avec les A's, soit le plus qu'il ait joué dans sa carrière avec une seule et même équipe.

#### Saison 1997
Le voltigeur canadien présente sa moyenne au bâton la plus élevée en carrière lorsqu'il frappe pour ,298 en 133 matchs des A's en 1997. Il établit un nouveau record personnel de coups de circuit en une saison (27) et fait marquer 73 points.

#### Saison 1998
Stairs totalise un record personnel de 106 points produits pour Oakland en 1998. Il claque 26 circuits et affiche une moyenne au bâton de ,294.

#### Saison 1999
En 149 matchs joués en 1999, il frappe dans une moyenne au bâton de ,258. Il prend le huitième rang des frappeurs de la Ligue américaine avec 38 circuits, son sommet en carrière, et ajoute 102 points produits. Pour la première (et seule) fois de sa carrière, il est considéré au titre de joueur par excellence de la saison régulière et termine 17e au scrutin qui voit Iván Rodríguez des Rangers du Texas recevoir le prix.

#### Saison 2000
La moyenne au bâton de Stairs chute à ,227 en 2000 mais il claque néanmoins 21 longues balles et produit 81 points. Il n'obtient qu'un coup sûr en neuf lors de la série éliminatoire de première ronde qui voit les Athletics, champions de la division Ouest pour la première fois en huit ans, s'incliner face aux éventuels champions du monde, les Yankees de New York.

### Cubs de Chicago
Le 20 novembre 2000, les Cubs de Chicago font l'acquisition de Matt Stairs en provenance des Athletics d'Oakland. Ils cèdent en retour le lanceur Eric Iceland, un joueur des ligues mineures qui n'atteindra finalement jamais les majeures.

### Phillies de Philadelphie

#### Saison 2008
Le 30 août 2008, les Blue Jays de Toronto échangent Stairs aux Phillies de Philadelphie en retour d'un joueur à être nommé plus tard, qui s'est avéré être Fabio Castro. Stairs n'obtient que 17 présences au bâton dans l'uniforme des Phillies en fin de saison 2008.
Le 13 octobre 2008, Matt Stairs a frappé son premier circuit en séries éliminatoires dans le 4e match de la série entre les Phillies et les Dodgers de Los Angeles. Sa claque de deux points face au releveur Jonathan Broxton en huitième manche a permis à son équipe de l'emporter 7-5. La saison 2008 permet à Stairs de participer pour la première fois à une Série mondiale. Il est retiré sur des prises à son seul tour au bâton en Série mondiale 2008 face aux Rays de Tampa Bay mais fait néanmoins partie de l'équipe championne, puisque Philadelphie triomphe en cinq parties.

#### Saison 2009
Inséré dans l'alignement comme frappeur désigné au Yankee Stadium, Stairs produit un point grâce à un coup sûr dans le deuxième match entre les Phillies et les Yankees de New York en Série mondiale 2009, mais Philadelphie perd cette fois la finale.

### Padres de San Diego

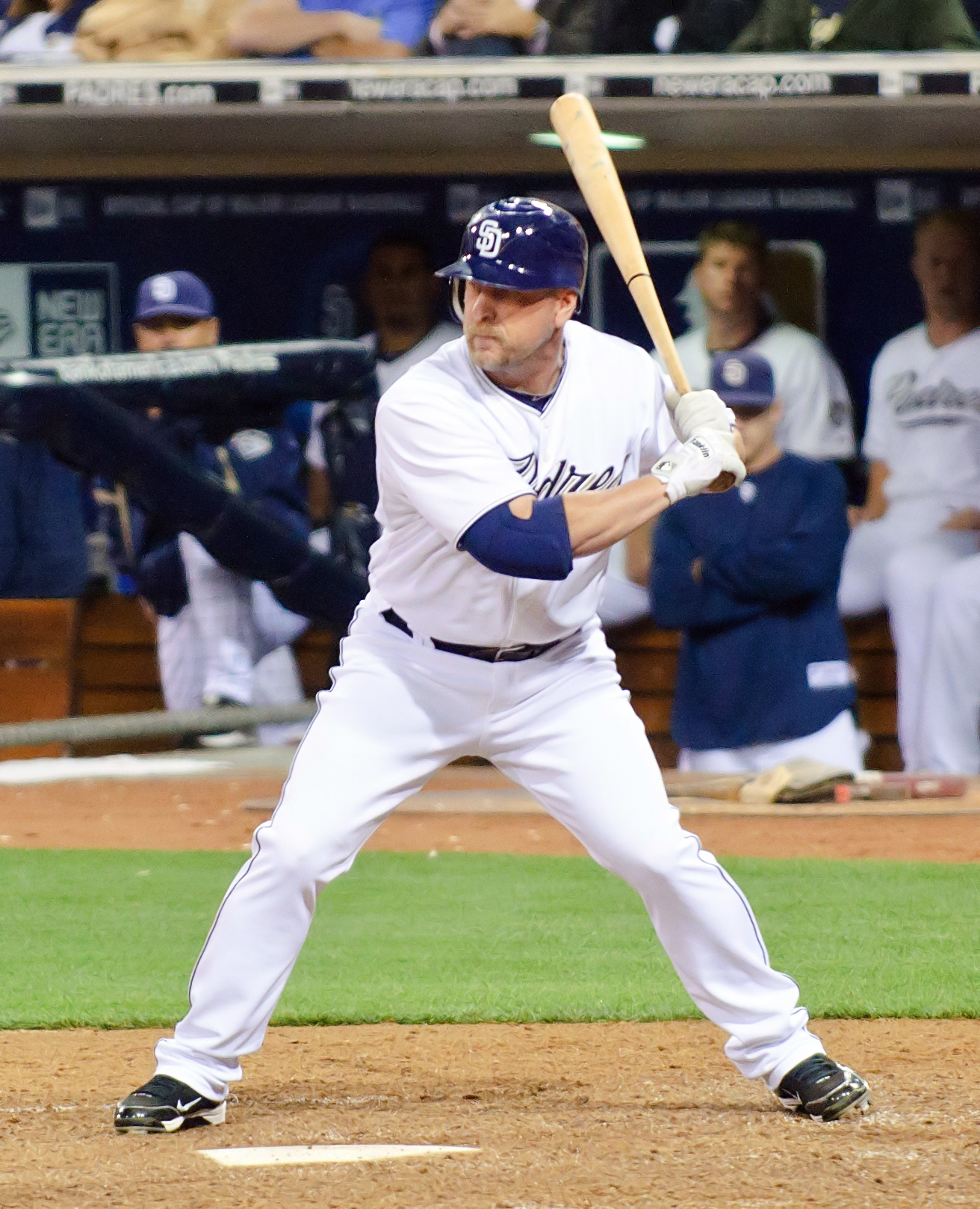
Matt Staits avec San Diego en 2010.

Le 23 janvier 2010, après deux saisons à Philadelphie, Stairs signe un contrat des ligues mineures avec les Padres de San Diego.
Le 21 août 2010 contre Milwaukee, Stairs frappe le 21e circuit de sa carrière comme frappeur suppléant, établissant un nouveau record des majeures dans ce rôle et dépassant les 20 circuits comme frappeur suppléant par Cliff Johnson de 1972 à 1986.

### Nationals de Washington
En décembre 2010, le Canadien retourne avec la franchise pour laquelle il a fait ses débuts, alors qu'il signe un contrat des ligues mineures avec les Nationals de Washington, qui l'invitent à leur camp d'entraînement.
Il s'illustre cependant peu en offensive pour les Nationals. Utilisé comme frappeur suppléant le 1er juillet, jour de la Fête du Canada, le natif de Saint-Jean cogne un coup sûr en fin de neuvième manche qui donne au nouveau gérant des Nationals, Davey Johnson, sa première victoire à la barre de l'équipe. Le 27 juillet, Stairs ne frappe que pour ,154 de moyenne en 65 présences au bâton et est retiré de l'effectif des Nationals pour faire place au nouveau venu Jonny Gomes, acquis de Cincinnati. Il est officiellement libéré de son contrat le 1er août.

### Retraite
Le 4 août 2011, Stairs annonce qu'il prend sa retraite après une carrière de 19 saisons dans les ligues majeures, au cours desquelles il a joué un total de 1895 parties pour 12 clubs. Sa moyenne au bâton en carrière s'élève à ,262 avec 1366 coups sûrs, dont 265 circuits. Il compte 294 doubles, 899 points produits et 770 points marqués.
Il prend sa retraite avec le record des majeures de 23 circuits en carrière comme frappeur suppléant.

## Honneurs
Matt Stairs est intronisé au Temple de la renommée du baseball canadien le 13 juin 2015.